# 神奈川県立海洋科学高等学校
神奈川県立海洋科学高等学校（かながわけんりつかいようかがくこうとうがっこう）は、神奈川県横須賀市にある県立の水産高等学校。神奈川県公立高校再編計画に基づき2008年4月1日、「神奈川県立三崎水産高等学校」から改称された。旧校名の「三崎」は開設当初、三崎町（現在の三浦市）小網代に校舎があったことに由来している。

## 沿革
- 1940年 - 神奈川県水産講習所が開所。
- 1944年 - 神奈川県立水産学校が開校。
- 1948年 - 神奈川県立三崎水産高等学校と改称。
- 1962年 - 横須賀市長坂（現在地）に移転。
- 2008年 - 神奈川県立海洋科学高等学校と改称。
- 2022年 - 海洋科学科から船舶運航科、水産食品科、無線技術科、生物環境科に学科改編。

## 設置学科
- 本科

船舶運航科　
水産食品科
無線技術科
生物環境科
- 専攻科

漁業生産科
水産工学科
情報通信科

## 所在地
神奈川県横須賀市長坂1-2-1

## 交通
- JR横須賀線逗子駅・京急逗子線逗子・葉山駅よりバス「市民病院前」下車 徒歩5分
- 京急線横須賀中央駅よりバス須3.横須賀市民病院行きにて太田和バス停徒歩3分

［衣笠十字路］バス停から横須賀市民病院行きバス湘南佐島なぎさの丘行きのバス停太田和バス停下車　徒歩3分

## 実習船
実習船「湘南丸 (5代)」（696トン）、「わかしお」（19トン）を保有している。

## 著名な出身者
- 白石康次郎（海洋冒険家、史上最年少ヨット単独無寄港世界一周達成者）